# Juan Antonio del Val Gallo
Juan Antonio del Val Gallo (Barrio Panizares, Basconcillos del Tozo, diócesis y provincia de Burgos, 13 de junio de 1916 - Santander, 13 de noviembre de 2002), fue un obispo español de la Iglesia católica.

## Biografía
Licenciado en Filosofía y Teología por la Universidad Pontificia de Comillas, y ordenado sacerdote el 23 de julio de 1944. Fue párroco de la localidad cántabra de Mortera. En 1954, fue nombrado canónigo de la Catedral de Santander; en 1963 vicario episcopal de Religiosos y Religiosas y, entre 1968 y 1969, ejerció la responsabilidad de vicario general de la Diócesis de Santander. Fue profesor de Humanidades, Psicología Empírica y Filosófica y Pedagogía en el Seminario de Monte Corbán.
El 10 de abril de 1969 fue nombrado por Pablo VI obispo titular de Santa Justa y auxiliar del cardenal de Sevilla, doctor Bueno Monreal y destinado como vicario general con residencia en Jerez de la Frontera.
El 4 de diciembre de 1971 fue designado obispo de Santander hasta el 22 de abril de 1991, fecha en la que presentó su renuncia al gobierno de la Diócesis por razones de edad. El papa Juan Pablo II aceptó su renuncia el día 23 de agosto, ostentando desde entonces el título de obispo emérito hasta la fecha de su fallecimiento, el 13 de noviembre de 2002.
Fue miembro de las Comisiones Episcopales del Clero, de Medios de Comunicación, de Pastoral y de la Mixta de Obispos-Superiores Religiosos, dentro de la Conferencia Episcopal Española.
Durante su episcopado, reestructuró el Seminario Diocesano de Monte Corbán e inauguró el Museo Diocesano Regina Coeli, en Santillana del Mar. Realizó la reordenación territorial de la Diócesis de Santander, creando 618 parroquias, 6 vicarías territoriales, 14 arciprestazgos y 3 consejos presbiterales. Para la formación de sus diocesanos creó la Escuela de Cultura Religiosa Superior, la Cátedra Juan Pablo II, la Cátedra Fe y Cultura de la Bien Aparecida y la Escuela Universitaria del Profesorado de Enseñanza General Básica de Torrelavega.

## Distinciones
- Hijo Predilecto de Cantabria (1994) por sus servicios al pueblo cristiano.
- Medalla de Plata de Santander (1996).

| Predecesor: José María Cirarda Lachiondo | Obispo de Santander 1972 - 1991 | Sucesor: José Vilaplana Blasco |